# André Antoine (politico)
André Antoine (Lovanio, 3 febbraio 1960) è un politico belga vallone, membro del Centro Democratico Umanista.
Ex sindaco, parlamentare e viceministro presidente della Vallonia nel 2005 è nominato ministro presidente ad interim, dal luglio al giugno 2019 ha assunto la presidenza del Parlamento vallone.

## Biografia

### Primi anni
André Antoine è nato a Lovanio. Proviene da una famiglia di agricoltori. Ha conseguito la laurea in Giurisprudenza all'Université Catholique de Louvain a Louvain-la-Neuve nel 1983. L'anno successivo conseguì la laurea in Studi europei.
La sua carriera politica iniziò nel 1980 quando si unì al Partito Sociale Cristiano (PSC, in seguito cdH), diventando un consigliere speciale della presidenza del partito. Nel 1983 ha iniziato a lavorare come assistente di gabinetto del ministro belga per la politica scientifica e la pianificazione, Philippe Maystadt.

### Governo locale
Antoine è stato membro del consiglio comunale di Ramillies tra il 1988 e il 1994. Dal 1994 è consigliere nella vicina Perwez, dove è stato anche sindaco a partire dal 2000. Dal 1991 al 1994 è stato consigliere comunale per il Brabante (in seguito Brabante Vallone), dove è anche capo gabinetto di Michel Lebrun.

### Governo regionale
Nell'ottobre 1985 è stato scelto come deputato del PSC per l'Arrondissement di Nivelles, un mandato che ha mantenuto fino al 1991. Nel 1995 è diventato membro del Parlamento vallone e del Parlamento del Comunità francofona.
Rieletto al parlamento vallone nel 1999, divenne al suo interno leader del gruppo PSC. Nel 2003 Joëlle Milquet nominò Antoine vicepresidente del Centro Democratico Umanista.
L'anno successivo, nel 2004, fa il suo ingresso ministeriale, diventando Ministro regionale per l'edilizia abitativa, i trasporti e la rigenerazione. La sua vasta gamma di responsabilità comprendeva trasporto generale e scolastico, politica energetica, alloggi e uso del suolo, zonizzazione, aeroporti e investimenti ferroviari. Nel 2009 è diventato Ministro regionale per il bilancio, le finanze, l'occupazione, la formazione e lo sport. Nonostante il cambio di incarichi, ha mantenuto la responsabilità della politica aeroportuale in Vallonia, che ai sensi di una direttiva dell'UE del 2002 gli conferisce il potere di mettere al bando decolli e atterraggi notturni. Tuttavia, non è un potere che ha esercitato: ci sono pochissimi decolli e atterraggi notturni in Vallonia.
Rieletto nell'assemblea nel 2014, è diventato presidente del parlamento vallone il 22 luglio 2014.

## Pubblicazioni
- Narcisse ou Prométhée, Credo pour la Wallonie, 1999